# Polyborus
A Polyborus  a madarak osztályának a sólyomalakúak (Falconiformes) rendjébe és a  sólyomfélék (Falconidae) családjába tartozó nem.
Egyes rendszerbesorolások szerint a Caracara nembe tartoznak.

## Rendszerezés
A nembe az alábbi 2 faj tartozik:
- bóbitás karakara (Caracara plancus  más néven Polyborus plancus)
- Guadeloupe-karakara (Caracara lutosa más néven Polyborus lutosus) – kihalt